# Céntimo

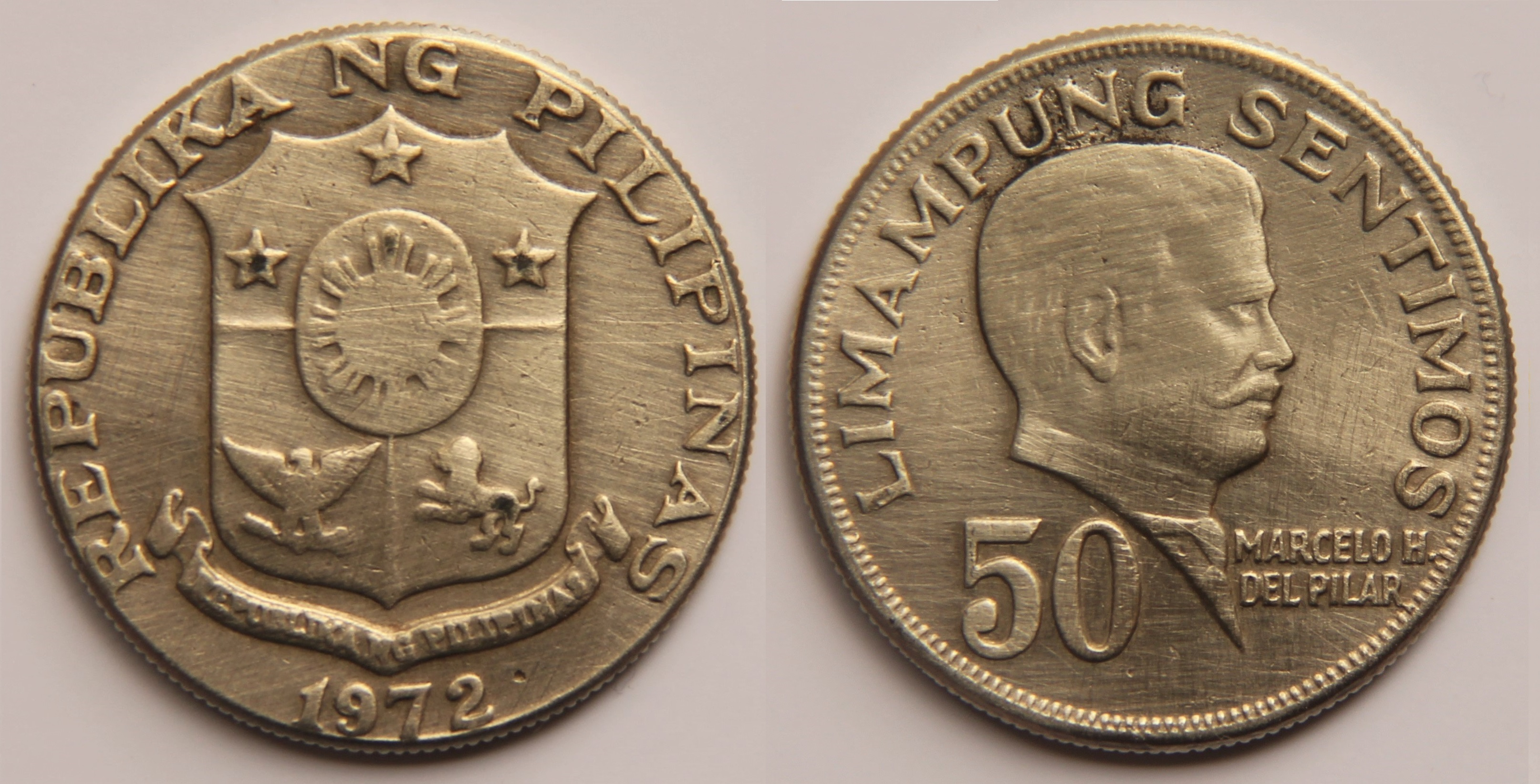
50 Sentimos des Philippines

Le céntimo (dans les pays hispanophones) ou cêntimo (dans les pays lusophones) était une unité de monnaie en Espagne et au Portugal ainsi que dans d'autres pays qui ont été influencés historiquement par ces deux nations. Le mot dérive du latin centesimus « centième » de centum signifiant « cent » (100). La peseta, ancienne monnaie espagnole, était divisée en 100 céntimos.
Le céntimo est le centième des unités monétaires suivantes :
- le colon costaricien (connu sous le nom de centavo entre 1917 et 1920)
- le nuevo sol péruvien,
- le peso philippin (en 1967, peso et centavo sont renommés piso et sentimo en utilisant la graphie philippine),
- la dobra de São Tomé et Príncipe (sous le nom de cêntimo)

Céntimo et cêntimo sont utilisés encore aujourd'hui pour désigner la subdivision de l'euro en Espagne et au Portugal (voir Noms et divisions nationales de l'euro).
Le céntimo est obsolète ou inusité pour les monnaies actuelles suivantes :
- le bolívar vénézuélien
- le guaraní paraguayen ;
- le metical mozambicain (centavos jamais émis) ;
- la peseta espagnole ;
- le peso boliviano sous le nom de centavo.